# Miguel Sansores
Miguel Ángel „Yuca” Sansores Sánchez (ur. 28 kwietnia 1991 w Méridzie) – meksykański piłkarz występujący na pozycji napastnika, od 2024 roku zawodnik gwatemalskiego Malacateco.

## Kariera klubowa
Sansores jest wychowankiem klubu Monarcas Morelia, do którego seniorskiej drużyny został włączony jako osiemnastolatek przez szkoleniowca Tomása Boya. W meksykańskiej Primera División zadebiutował 14 kwietnia 2010 w przegranym 1:2 spotkaniu z Jaguares, a jeszcze w tym samym roku triumfował wraz z zespołem w rozgrywkach SuperLigi. W wiosennym sezonie Clausura 2011 zdobył natomiast tytuł wicemistrza kraju, jednak pełnił wówczas rolę głębokiego rezerwowego i ani razu nie pojawił się na boisku. Nie potrafiąc wywalczyć sobie pewnego miejsca w pierwszej ekipie, występował głównie w drugoligowej filii Morelii – klubie Neza FC z miasta Nezahualcóyotl, z którym jako podstawowy zawodnik triumfował w rozgrywkach Ascenso MX w sezonie Clausura 2013. Bezpośrednio po tym został wypożyczony do drugoligowego Cruz Azul Hidalgo, którego barwy reprezentował przez rok bez większych sukcesów.
Po powrocie do Morelii, Sansores strzelił swojego premierowego gola w najwyższej klasie rozgrywkowej, 31 sierpnia 2014 w przegranej 2:3 konfrontacji z Pueblą. Od tamtego czasu zaczął notować regularniejsze występy, przeważnie jednak w roli rezerwowego. W 2014 roku wywalczył ze swoją ekipą superpuchar Meksyku – Supercopa MX, zaś rok później zajął drugie miejsce w tych rozgrywkach.

## Statystyki kariery
| Morelia    | 2009–2010 | Meksyk | Liga MX    | 2  | 0  | —  | — | CL            | 2 | 0 | 4   | 0  |
| Morelia    | 2010–2011 | Meksyk | Liga MX    | 3  | 0  | —  | — | SL            | 2 | 0 | 5   | 0  |
| Morelia    | 2011–2012 | Meksyk | Liga MX    | —  | —  | —  | — | LMC           | 3 | 1 | 3   | 1  |
| Neza       | 2011–2012 | Meksyk | Ascenso MX | 17 | 1  | —  | — | —             | — | — | 17  | 1  |
| Neza       | 2012–2013 | Meksyk | Ascenso MX | 17 | 2  | 9  | 1 | —             | — | — | 26  | 3  |
| CA Hidalgo | 2013–2014 | Meksyk | Ascenso MX | 19 | 3  | 5  | 0 | —             | — | — | 24  | 3  |
| Morelia    | 2014–2015 | Meksyk | Liga MX    | 13 | 2  | 5  | 0 | —             | — | — | 18  | 2  |
| Morelia    | 2015–2016 | Meksyk | Liga MX    | 17 | 2  | 11 | 4 | —             | — | — | 28  | 6  |
| Morelia    | 2016–2017 | Meksyk | Liga MX    | 0  | 0  | 0  | 0 | —             | — | — | 0   | 0  |
| Ogółem     | Ogółem    | Ogółem | Ogółem     | 88 | 10 | 30 | 5 | CL + SL + LMC | 7 | 1 | 125 | 16 |

Legenda:
- CL – Copa Libertadores
- SL – SuperLiga
- LMC – Liga Mistrzów CONCACAF